# Natsumi Akiyama
Natsumi Akiyama (japanisch 秋山 なつみ Akiyama Natsumi; * 23. Juli 1994 in Kyōto, Japan) ist eine japanische Handballspielerin, die dem Kader der japanischen Nationalmannschaft angehört.

## Karriere
Akiyama schloss sich im Januar 2017 der japanischen Mannschaft Hokkoku Bank an. Mit Hokkoku Bank gewann sie 2022 die japanische Meisterschaft. Zur Saison 2022/23 wechselte die Außenspielerin zum ungarischen Erstligisten Kisvárdai KC. Nachdem Akiyama in zwei Spielzeiten 150 Tore für Kisvárdai KC geworfen hatte, schloss sie sich dem Erstligaaufsteiger Szombathelyi KKA an.
Akiyama gehörte dem Kader der japanischen Juniorinnennationalmannschaft an, mit der sie an der U-20-Weltmeisterschaft 2014 teilnahm. Mittlerweile gehört sie dem Kader der japanischen A-Nationalmannschaft an. Im Jahr 2018 gewann sie mit der japanischen Auswahl die Bronzemedaille bei den Asienspielen und die Silbermedaille bei der Asienmeisterschaft. In den darauffolgenden Jahren nahm sie an der Weltmeisterschaft 2019, an der Weltmeisterschaft 2021 und an der Weltmeisterschaft 2023 teil. Bei der Asienmeisterschaft 2024 gewann sie mit Japan den Titel.